# Zagryphus
Genre
Zagryphus est un genre d'insectes Hyménoptères de la famille des Ichneumonidae.

## Systématique
Le genre Zagryphus a été créé en 1919 par l'entomologiste américain Robert Asa Cushman (d) (1880-1957),.

## Liste d'espèces
Selon BioLib (14 décembre 2022) :
- Zagryphus atroruber (Townes & Townes, 1945)
- Zagryphus nasutus (Cresson, 1868)
- Zagryphus vegai Gauld, 1997
- Zagryphus zulaya Gauld, 1997

## Espèces fossiles
Selon Paleobiology Database en 2022, une seule espèce fossile est référencée :
- †Zagryphus tilloyi Théobald, 1937 avec un synonyme Promethes tilloyi Théobald, 1937[4].

## Publication originale
- (en) R. A. Cushman, « Notes on certain genera of ichneumon-flies with descriptions of a new genus and four new species », Proceedings of the United States National Museum, Washington, Government Printing Office, vol. 56, no 2296,‎ 1919, p. 373-382 (ISSN 0096-3801 et 2377-6560, OCLC 1259735, DOI 10.5479/SI.00963801.56-2296.373, lire en ligne).